# Prato
Pratoⓘ (wym. [ˈprato]) – miasto i gmina we Włoszech, w regionie Toskania, w prowincji Prato.
Według danych na rok 2009 gminę zamieszkiwało 186 821 osób, 1916 os./km².

## Zabytki
- Katedra zbudowana na przełomie XII i XIII wieku, rozbudowana w XIV i XV wieku. W katedrze przechowywany jest pasek Matki Boskiej, który według miejscowej tradycji miał być ofiarowany przez miejscowego kupca, który poślubił Palestynkę. Pasek przechowywany jest w pierwszej kaplicy po lewej stronie i pokazywany z ambony podczas nabożeństw pięć razy w roku: na Wielkanoc, Boże Narodzenie oraz 31 maja, 15 sierpnia i 8 września, w katedrze freski Filippina Lippiego z lat 1452–1464[1];
- Palazzo Pretorio – w średniowieczu rezydencja kapitana ludu posiadającego władze wykonawczą w mieście. Jest to wysoka, kamienna budowla położona na Piazza del Comune, na którym znajduje się fontanna z brązu z posągiem małego Bachusa autorstwa Ferdinando Tacca;
- wczesnorenesansowy kościół Santa Maria delle Carceri zbudowany pod koniec XV wieku przez Giuliano da Sangallo. Wnętrze kościoła pozostaje niedokończone, jakkolwiek nad półfilarami znajduje się fryz z biało-niebieskiej terakoty wykonany przez Andreę della Robbię. Jest on też autorem czterech medalionów przedstawiających Ewangelistów;
- XIII-wieczny kościół San Francesco z kaplicą Migliorati i XV-wiecznymi krużgankami;
- zamek Castello dell’Imperatore zbudowany w 1237 dla cesarza Fryderyka II.

## Muzea
- Museo dell’Opera del Duomo, muzeum katedralne mieszczące się w salach położonych przy dziedzińcu katedralnym. W zbiorach m.in. siedem panneau wyrzeźbionych przez Donatella i jego uczniów w latach 1428–38. Przedstawiają one krąg tańczących dzieci. Ponadto obraz Filippina Lippi Święta Łucja;
- Museo Civico mieszczące się w Palazzo Pretorio ze zbiorami rzeźb i malarstwa z XIV i XV wieku;
- Museo d’Arte Contemporanea Luigi Pecci muzeum sztuki współczesnej;
- Museo del Tessuto muzeum poświęcone historii przemysłu tekstylnego eksponujące tkaniny wyprodukowane od starożytności do dziś, ponadto zabytkowe maszyny włókiennicze.

## Miasta partnerskie
- Nam Định, Wietnam (1975)
- Hrabstwo Albemarle, Stany Zjednoczone (1977)
- Roubaix, Francja (1981)
- Changzhou, Chińska Republika Ludowa (1987)
- Ebensee, Austria (1987)
- Wangen im Allgäu, Niemcy (1988)
- Sarajewo, Bośnia i Hercegowina (1997)
- Al-Bir al-Hilw, Sahara Zachodnia (1999)
- Tomaszów Mazowiecki, Polska